# Bubendorf (Bazylea-Okręg)
Bubendorf (gsw. Buebedorf) – gmina (niem. Einwohnergemeinde) w północnej Szwajcarii, w kantonie Bazylea-Okręg, w okręgu Liestal. 31 grudnia 2020 liczyła 4 353 mieszkańców. Przez teren gminy przebiegają dwie drogi główne: nr 12 oraz nr 272.  